# Jeltje de Bosch Kemper
Jeltje de Bosch Kemper (28 avril 1836 - 16 février 1916) est une féministe néerlandaise.

## Jeunesse et formation
Jeltje de Bosch Kemper naît à Amsterdam le 28 avril 1836. Elle est membre de la famille aisée et noble Kemper, fille de Jeronimo de Bosch Kemper (1808-1876), avocat général, professeur de sciences juridiques à l'Amsterdamsche Athenaeum Illustre et membre de la Chambre des représentants des états généraux, et de Maria Aletta Hulshoff (1810-1844). Elle est l'aînée de six enfants et sa mère meurt alors qu'elle a huit ans. Elle étudie dans une école de filles jusqu'en 1871 et reste célibataire toute sa vie, vivant dans la maison familiale et prenant soin d'un frère malade et de la deuxième femme de son père qui s'avèrera mentalement fragile. Elle est membre de la Congrégation mennonite de Vereenigde à Amsterdam et a été baptisée en 1854.

## Activisme
Bosch Kemper partage avec son père un intérêt idéaliste pour les affaires religieuses et sociales. Elle s'intéresse aux problèmes des femmes à la suite de l'essai De l'assujettissement des femmes publié par John Stuart Mill en 1869. En 1871, elle devient membre du conseil d'administration de l'Arbeid Adelt (Le travail valorise) de Betsy Perk, une association dont le but est d'améliorer les droits des femmes à l'éducation et à travailler pour subvenir à leurs propres besoins.
En 1872, après un conflit avec Perk, elle fonde sa propre association dans le même but, l'Algemeene Nederlandsche Vrouwenvereeniging Tesselschade (Comité pour l'amélioration du statut social et juridique de la femme aux Pays-Bas), qu'elle préside de 1886 à 1911. À son instigation, un diplôme d'artisanat est créé en 1880 et l'école de couture du Rijksmuseum est ouverte en 1883, tandis qu'en 1887 elle joue une grande part dans le développement de la Dagtekenschool voor Meisjes (une école de dessin pour filles). L'idée de l'école est de permettre aux femmes de produire poteries et objets décoratifs, qui peuvent ensuite être vendus dans les magasins, ou de devenir professeur pour gagner leur indépendance financière. Dans le même esprit, en 1878, elle avait fondé, à l'Institut Florence Nightingale, le Vereeniging voor Ziekenverpleging, premiers cours de formation d'infirmières professionnelles des Pays-Bas.
Avec Hendrina Commelin, elle établit l'Amsterdamsche Huishoudschool en 1890. Initialement conçue comme une école de formation pour futures femmes au foyer, elle forme ensuite également celles qui cherchent une place dans le ménage ou dans l'enseignement domestique. L'école est d'abord basée dans un bâtiment sur le Prinsengracht, mais après quelques années, de Bosch Kemper s'installe dans la maison attenante à celle de Scholten-Commelin et fait bâtir, en 1894, par l'architecte CB Posthumus Meyjes (1858-1927), entre leurs deux maisons, une nouvelle école. L'école ferme en 1983 et le bâtiment est converti en auberge de jeunesse.
En 1894, elle devient présidente du Maatschappelijken en den Rechtstoestand der Vrouw in Nederland, une association créée pour améliorer les droits légaux des femmes, et de 1896 à 1906 elle dirige son propre magazine sur les droits des femmes, Belung und Recht ; elle est également membre d'une association pour le suffrage féminin. Sa jeune sœur, Christine de Bosch Kemper, est également une militante des droits des femmes.
Bosch Kemper décède à Amsterdam le 16 février 1916. Une rue d'Amsterdam porte son nom.